# 月影の鎖 -錯乱パラノイア-
『月影の鎖 -錯乱パラノイア-』（げつえいのくさり さくらんパラノイア）は、TAKUYOより2013年4月18日に発売された恋愛アドベンチャーゲーム。
同年12月19日にはファンディスク『月影の鎖 -狂爛モラトリアム-』（げつえいのくさり きょうらんモラトリアム）が発売され、義兄の護が攻略可能となり本編後のアフターストーリーやアナザーストーリーも展開された。

## 解説
大正末期から昭和初期にかけての日本をモチーフにした孤島を舞台に騒動に巻き込まれるヒロインの恋を描いた乙女ゲーム。
本作では好感度と依存度のパラメーターが存在しており、ゲーム内の選択肢の中には、そのどちらかだけが上昇するものもある。
そのような選択肢を連続で選ぶと、本作で採用されている「心意の鎖」システムによりエフェクトが発生する。
好感度の上がる選択肢ばかりを選ぶと純愛エンドを迎える一方、依存度の上がる選択肢ばかり選ぶと依存（欲望）エンドを迎えるというしくみになっている。

## 物語
「残月島（ざんげつとう）」。本土から遠く離れたその小さな島は、温泉街と花柳街が要となる知る人ぞ知る観光地である。
島唯一の街である「紅霞市（こうかし）」の商店街で小料理屋を営む主人公、冬浦めぐみは兄と2人暮らしをしていた。
かつては観光客で賑やかな街だったが近年では客足の減少もとどまる所を知らず、
更に1年前に起きた震災の影響も重なり、観光産業に依存した街の財政難は悪化の一途をたどる。
そんな島の現状を立て直すべく、市長から相談役として招かれ本土から上陸してきた深海尊人。
コンサルタント会社を経営する深海が解決策として持ち出してきた駐屯地の誘致案に、
住民達は不安を隠せずにいた。
一方で街の治安維持活動にあたる紅霞青年団は、駐屯地誘致の反対を訴え住民達の希望となっていたが、
代わりに提示された水道税の実施、物価の上昇、物資の購入制限など、これらにより住人達には更なる混乱を招く事となり、めぐみも例外なくその渦に巻き込まれ、穏やかな暮らしはおびやかされていくのであった。

## 登場人物

### 主要人物
冬浦めぐみ（ふゆうら めぐみ）※名前変更可能（初期設定だと名前呼び有り）
声 - なし
小料理屋「月の畔」を営んでいる女将。17歳。
自分より相手や店の事を優先的に考えて行動する。
基本的に人と話すのは苦手だが、相手に不快を与えない上で一定の距離を保つようにしている。また、誰かに迷惑をかける事を嫌う節があり、プライベートでは好んで人と深く関わろうとはしない。
幼少時に父親を失くし、その衝撃で母親の精神が崩壊し自身の存在を忘れられてしまった過去が根深く原因となっている。
母親の死後は親戚関係にあった螢に引き取られ育てられたので、同居している兄の護とは実の兄妹ではなくはとこ。
螢が亡くなった後、残された店と意思を受け継ぎ自ら店を切り盛りすると同時に、副業としてのお遣い業も継いでいる。静かな場所が好きで、仕事が済むと港の風景や月を眺めに趣く。
神楽坂響（かぐらざか ひびき）
声 - 新垣樽助
紅霞青年団の長。
元々は地元の人間ではなく旅行者。震災があったさい役人に代わり的確な指示を出し、人命救助や復興の手引きなどの役所仕事を1人で成し遂げた事で市民達から賞賛され英雄視されている。
それ以来、街の再建の為にと紅霞青年団の長に抜擢された。
片目は包帯に覆われ、着物の下も首まで巻かれた包帯の下には火傷の痕が残っている。
現在は団子屋に居候しており自身も団子が好き。
望月理也（もちづき さとや）
声 - 松岡禎丞
神楽坂の側近。19歳。
紅霞青年団の幹部で切り込み隊長を務める。
真面目で礼儀を重んじる性格。神楽坂には軽口を叩く様子もみられるが信頼している反面、自分が人の役に立てているか不安に思っており自信を持てない傾向がある。
女性に興味はないが優しいので人気があり、神楽坂からはフェミニストだと言われている。
身長は低めで童顔なため年齢より幼く見える。幼少時から慣れ親しんでいた金魚が好き。
猪口渉（いのぐち わたる）
声 - 浅沼晋太郎
軍人。22歳。
誠実で気配りに長けており部下からの人望も厚い。実家は紅霞市を発展させた有力者「猪口家」。
軍に入るため本土へ渡った際に勘当同然で島を出たが、その後震災の復興として島へ派遣され現在に至る。
実母が亡くなった後、父親の再婚相手が異国人だったためその血を引いている異母兄弟のノアという年齢の離れた弟がいる。
また、父親は1人で島を出ておりその後の消息は不明。
榛名望（はるな のぞむ）
声 - 成瀬誠
月の畔の常連客。17歳。
観光客として島には5ヶ月前から滞在。めぐみを気に入っており顔を見る度に口説いているが、本心かは定かではない。
物事の考え方が負の方向に進む性質で、脆い面があり1人でいるのが苦手。
よく悪態を吐き皮肉を言う傾向にあるが、めぐみに対しては浪漫的な発言もよくする。
渉とは本土に居た頃からの友達で仲が良い。甘味が好きで月の畔ではよく冷やし飴を頼んでいる。
大井川護（おおいがわ まもる）
声 - 三浦祥朗
新聞屋。めぐみの義兄。19歳。
明るい性格で子供っぽくずぼらな一面もあるがいざという時は頼りになる。
螢がめぐみを引き取った後は妹としてとても大切にしており、気を遣いすぎるめぐみに対し家族には遠慮するなとよく口にしている。
仕事柄不規則な生活をしており、家事はめぐみに頼りっきり。
また、店を継いでくれた事に関しては感謝しており一切の事を任せている。

### その他
深海尊人（ふかみ みこと）
声 - 桐本琢也
本土でコンサルタント会社を経営している。54歳。
財政難の相談役として市長に本土から招かれた。
菖蒲（あやめ）
声 - 進藤尚美
紅華楼の元芸妓で教育係を任されている。38歳。既婚者。
猪口ノア（いのぐち のあ）
声 - 広橋涼
渉の弟。9歳。母親が異国人で「鬼の子」と差別を受けているためひと気が少ない夜にしか外出しない。
お染（おせん）

紅華楼で雑務をこなす。
おサエ（おさえ）

紅華楼で客を取り働いている。18歳のわりに幼い声と容姿、舌っ足らずな甘い喋り方が特徴。理也を慕っている。

## スタッフ
- シナリオ - 白鳥ユアン
- キャラクターデザイン・原画 - ヒロセアヅミ
- 音楽 - 森藤晶司

## 主題歌

### 錯乱パラノイア
オープニングテーマ「月影ニ契ギル」
作詞 - 片霧烈火 / 作曲・編曲 - Morrigan / 歌 - 片霧烈火
エンディングテーマ「黎明ヲ待チテ」
作詞 - 片霧烈火 / 作曲・編曲 - Morrigan / 歌 - 片霧烈火

### 狂爛モラトリアム
オープニングテーマ「月下の舟」
作詞・作曲 - 柊奈緒 / 編曲 - 森藤晶司 / 歌 - 柊奈緒